# Chowder
Chowder är en amerikansk animerad TV-serie, som i Sverige visas på Cartoon Network. Serien skapades av C.H. Greenblatt. Titelfiguren är lärling hos kocken Tan Dori, som bedriver cateringverksamhet i den fiktiva Marzipan Staden.

## Svenska röster
- Chowder - Axel Karlsson
- Tandoori - Ole Ornered
- Snitzel - Gunnar Ernblad
- Tryffel - Zara Zimmerman
- Gazpacho - Christian Fex
- Panini - Micaela Remondi